# Yeednoo
Yeednoo – projekt muzyczny współtworzony przez Pawła Kozłowskiego, Krzysztofa Jaworskiego, Piotra Remiszewskiego, Marka Kisielińskiego, Wojtka Pilichowskiego, Bartka Papierza i Jabro Bogotę.
W sierpniu 2006 roku grupa wydała płytę Yeednoo. Wokalistą we wszystkich utworach jest dziennikarz, redaktor naczelny Telewizji Polsat – Bogusław Chrabota, ukrywający się pod pseudonimem Jabro Bogota. Jako współwokalista w jednym z utworów wystąpił też Jacek Dewódzki. Wydawcą płyty jest Sony BMG.